# Bugadahalli, Sakleshpur
Bugadahalli là một làng thuộc tehsil Sakleshpur, huyện Hassan, bang Karnataka, Ấn Độ.